# Synanceia horrida
Synanceia horrida är en fiskart som först beskrevs av Carl von Linné 1766.  Synanceia horrida ingår i släktet Synanceia och familjen Synanceiidae. Inga underarter finns listade i Catalogue of Life.